# Malaysia Open 1958
Die Malaysia Open 1958 im Badminton fanden im Juni 1958 in Penang statt. Es war die 17. Austragung der internationalen Titelkämpfe im Badminton von Malaysia.

## Finalergebnisse
| Disziplin    | Sieger                                | Finalist                | Ergebnis           |
| ------------ | ------------------------------------- | ----------------------- | ------------------ |
| Herreneinzel | Charoen Wattanasin                    | Teh Kew San             | 15–9, 15–4         |
| Dameneinzel  | Pratuang Pattabongse                  | Tan Gaik Bee            | 12–11, 11–6        |
| Herrendoppel | Charoen Wattanasin Kamal Sudthivanich | Johnny Heah Lim Say Hup | 15–11, 15–11       |
| Damendoppel  | Tan Gaik Bee Lim Kit Lin              | Amy Heah Cecilia Samuel | 15–5, 7–15, 15–9   |
| Mixed        | Lim Say Hup Tan Gaik Bee              | Johnny Heah Amy Heah    | 12–15, 15–4, 18–14 |